# Nowy Rożnów
Nowy Rożnów  (deutsch Neu Roznow, tschechisch Nový Rožnov) ist eine Ortschaft in Oberschlesien. Der Ort liegt in der Gmina Głubczyce im Powiat Głubczycki in der Woiwodschaft Oppeln in Polen.

## Geographie

### Geographische Lage
Das Straßendorf Nowy Rożnów liegt drei Kilometer südlich der Kreisstadt und des Gemeindesitzes Głubczyce (Leobschütz) sowie 67 Kilometer südwestlich der Woiwodschaftshauptstadt Opole (Oppeln). Der Ort liegt in der Nizina Śląska (Schlesische Tiefebene) innerhalb der Płaskowyż Głubczycki (Leobschützer Lößhügelland). Das Dorf liegt an der Złotnik.

### Nachbarorte
Nachbarorte von Nowy Rożnów sind im Norden Głubczyce (Leobschütz), im Südosten Bogdanowice (Badewitz), im Südwesten Krzyżowice  (Kreiseiwtz) sowie im Westen Nowe Gołuszowice (Neu Kreuzendorf).

## Geschichte

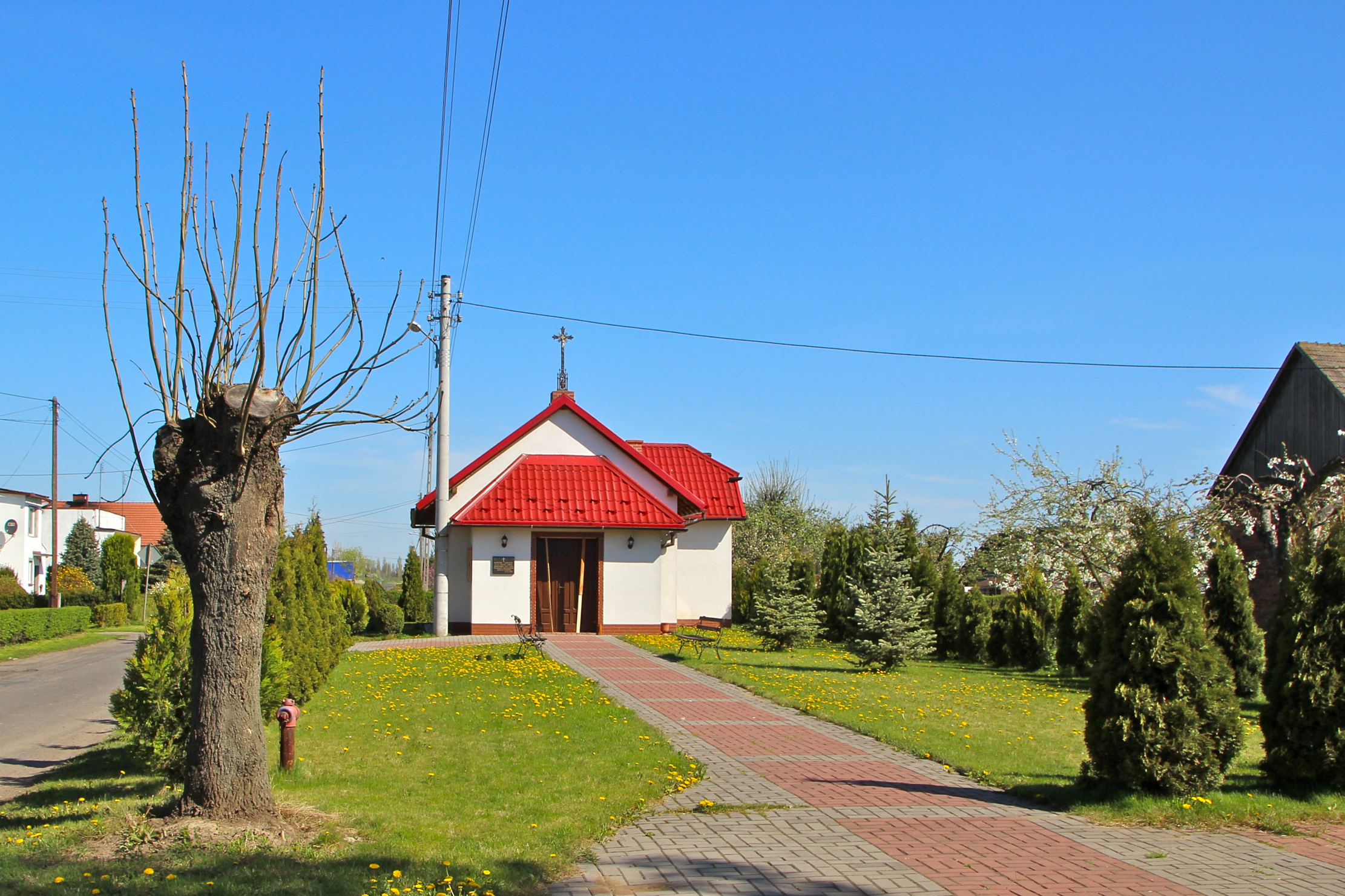
Peter-und-Paul-Kapelle

Bis 1945 gehörte der Ort zum Landkreis Leobschütz.
1945 kam der bisher deutsche Ort unter polnische Verwaltung, wurde in Nowy Rożnów umbenannt und der Woiwodschaft Schlesien angeschlossen. 1950 wurde Nowy Rożnów der Woiwodschaft Oppeln zugeteilt. 1999 wurde es Teil des wiedergegründeten Powiat Głubczycki.

## Sehenswürdigkeiten
- Die römisch-katholische Peter-und-Paul-Kapelle (poln. Kaplica sw. Piotra i Pawel) wurde zwischen 2004 und 2005 erbaut.
- Steinernes Wegekreuz